# James Dunn (ator)

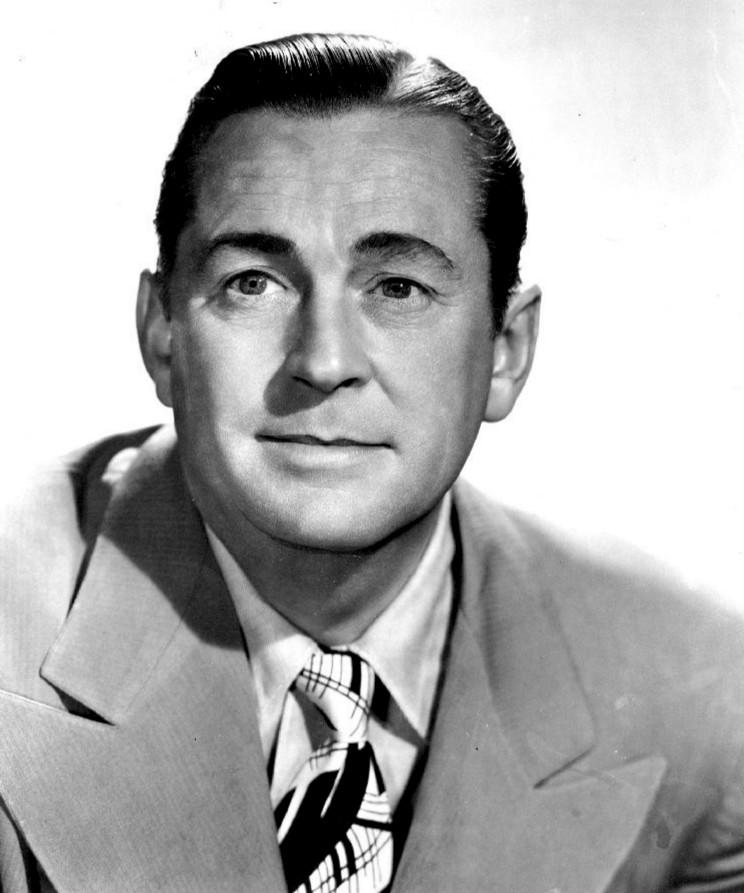
James Dunn

James Howard Dunn (2 de novembro de 1901 - 3 de setembro de 1967) foi um ator de cinema norte-americano. Foi premiado com o Oscar de melhor ator coadjuvante em 1946, por sua atuação no filme A Tree Grows in Brooklyn.